# Wisembach
Wisembach là một xã ở tỉnh Vosges, vùng Grand Est, Pháp. Xã này có diện tích 11,3 kilômét vuông dân số năm 1999 là 428 người. Xã này nằm ở khu vực có độ cao trung bình 500 m trên mực nước biển. 

Người dân địa phương danh xưng tiếng Pháp là Carfeuillats. 

## Hành chính
| Danh sách các xã trưởng                |                       |     |      |         |
| Giai đoạn                              | Giai đoạn             | Tên | Đảng | Tư cách |
| Depuis 1995                            | Jacques Armand        |     |      |         |
| 1983-1995                              | Fernand Gérard        |     |      |         |
| 1971-1983                              | André Baradel         |     |      |         |
| 1971-1971                              | Maurice Châtelain     |     |      |         |
| 1956-1971                              | René Gérardin         |     |      |         |
| 1953-1956                              | Aimé Perrin           |     |      |         |
| 1952-1953                              | Émile Delacôte        |     |      |         |
| 1951-1952                              | Jacques Ducreux       |     |      |         |
| 1945-1951                              | Paul Bertrand         |     |      |         |
| 1937-1945                              | Charles Vincent       |     |      |         |
| 1929-1937                              | Jules Noël            |     |      |         |
| 1925-1929                              | Joseph Tenette        |     |      |         |
| 1919-1925                              | Auguste Sibille       |     |      |         |
| 1904-1919                              | Jean-Baptiste Demange |     |      |         |
| 1901-1904                              | Auguste Sibille       |     |      |         |
| 1885-1901                              | Victor Gaire          |     |      |         |
| Tất cả các dữ liệu trước đây không rõ. |                       |     |      |         |

## Biến động dân số
| 1962                                         | 1968 | 1975 | 1982 | 1990 | 1999 |
| -------------------------------------------- | ---- | ---- | ---- | ---- | ---- |
| 334                                          | 381  | 363  | 356  | 370  | 428  |
| Số liệu từ năm 1962: Dân số không tính trùng |      |      |      |      |      |